# Marat Vyacheslavovich Bystrov
Bản mẫu:Eastern Slavic name
Marat Vyacheslavovich Bystrov (tiếng Nga: Марат Вячеславович Быстров; sinh ngày 19 tháng 6 năm 1992) là một cầu thủ bóng đá người Kazakhstan. Anh thi đấu cho Akhmat Grozny.

## Sự nghiệp câu lạc bộ
Anh ra mắt chuyên nghiệp tại Giải bóng đá chuyên nghiệp quốc gia Nga cho FC Chelyabinsk vào ngày 18 tháng 7 năm 2014 trong trận đấu với F.K. Neftekhimik Nizhnekamsk.

## Cá nhân
Bố của anh là người Nga và mẹ anh là người Kazakhstan. From 2012 đến năm 2014 anh nghỉ chơi bóng để đi nghĩa vụ quân sự.

## Thống kê sự nghiệp

### Câu lạc bộ
Tính đến ngày 17 tháng 3 năm 2021
| Câu lạc bộ          | Mùa giải            | Giải đấu                  | Giải đấu | Giải đấu | Cúp quốc gia | Cúp quốc gia | Châu lục | Châu lục | Khác | Khác | Tổng cộng | Tổng cộng |
| Câu lạc bộ          | Mùa giải            | Hạng                      | Trận     | Bàn      | Trận         | Bàn          | Trận     | Bàn      | Trận | Bàn  | Trận      | Bàn       |
| ------------------- | ------------------- | ------------------------- | -------- | -------- | ------------ | ------------ | -------- | -------- | ---- | ---- | --------- | --------- |
| Tambov              | 2016–17             | Russian FNL               | 14       | 0        | 0            | 0            | -        | -        | -    | -    | 14        | 0         |
| Tambov              | 2017–18             | Russian FNL               | 30       | 0        | 2            | 0            | -        | -        | 1    | 0    | 33        | 0         |
| Tambov              | Tổng cộng           | Tổng cộng                 | 44       | 0        | 2            | 0            | -        | -        | 1    | 0    | 47        | 0         |
| Astana              | 2018                | Kazakhstan Premier League | 0        | 0        | 0            | 0            | 0        | 0        | 0    | 0    | 0         | 0         |
| Astana              | 2019                | Kazakhstan Premier League | 0        | 0        | 0            | 0            | 0        | 0        | 0    | 0    | 0         | 0         |
| Astana              | Tổng cộng           | Tổng cộng                 | 0        | 0        | 0            | 0            | 0        | 0        | 0    | 0    | 0         | 0         |
| Tobol (mượn)        | 2018                | Kazakhstan Premier League | 14       | 1        | 0            | 0            | 3        | 0        | —    | —    | 17        | 1         |
| Ordabasy (mượn)     | 2019                | Kazakhstan Premier League | 23       | 0        | 4            | 0            | 4        | 0        | —    | —    | 31        | 0         |
| Ordabasy            | 2020                | Kazakhstan Premier League | 4        | 0        | 0            | 0            | 0        | 0        | —    | —    | 4         | 0         |
| Akhmat Grozny       | 2020–21             | Russian Premier League    | 18       | 0        | 2            | 0            | —        | —        | —    | —    | 20        | 0         |
| Tổng cộng sự nghiệp | Tổng cộng sự nghiệp | Tổng cộng sự nghiệp       | 103      | 1        | 8            | 0            | 7        | 0        | 1    | 0    | 119       | 1         |

### Quốc tế
Tính đến ngày 29 tháng 3 năm 2022
| Đội tuyển quốc gia | Năm       | Trận | Bàn |
| ------------------ | --------- | ---- | --- |
| Kazakhstan         | 2019      | 1    | 0   |
| Kazakhstan         | 2020      | 4    | 0   |
| Kazakhstan         | 2021      | 8    | 0   |
| Kazakhstan         | 2022      | 2    | 0   |
| Tổng cộng          | Tổng cộng | 15   | 0   |